# 利奥波茨多夫
利奥波茨多夫是奥地利下奥地利州维也纳城郊县的一个市镇。总面积6.95平方公里，总人口4039人，人口密度581.2人/平方公里（2005年）。